# 高港科技创业园
高港科技创业园是江苏省泰州市高港区下辖的一个类似乡级单位。

## 行政区划
下辖以下地区：
泰州市高港区科技创业园管理委员会虚拟社区。